# Orrskärsfjärden
Orrskärsfjärden är en fjärd i Finland. Den ligger i kommunen Larsmo i landskapet Österbotten, i den västra delen av landet, 400 km norr om huvudstaden Helsingfors.
Orrskärsfjärden ligger mellan Orrskäret i väster och Norra ön i öster. Den avgränsas i söder av Fallskäret och i norr av Gräsvattungen och Byrkholmen.